# Androsace alaica
Androsace alaica är en viveväxtart som beskrevs av P.N. Ovchinnikov och S.B. Astanova. Androsace alaica ingår i släktet grusvivor, och familjen viveväxter. Inga underarter finns listade i Catalogue of Life.